# San Miguel Ahuehuetitlán
San Miguel Ahuehuetitlán es una localidad del estado mexicano de Oaxaca. Es cabecera del municipio de San Miguel Ahuehuetitlán.

## Demografía
| Censo | Población |
| ----- | --------- |
| 1900  | 1789      |
| 1910  | 1720      |
| 1921  | 1309      |
| 1930  | 1482      |
| 1940  | 1647      |
| 1950  | 1729      |
| 1960  | 1937      |
| 1970  | 1594      |
| 1980  | 1295      |
| 1990  | 1736      |
| 1995  | 1562      |
| 2000  | 1671      |
| 2005  | 1734      |
| 2010  | 1969      |
| 2020  | 1786      |